# JinkoSolar
JinkoSolar Holding Co ist ein im Jahr 2006 gegründetes, chinesisches Unternehmen mit Sitz in Shanghai. JinkoSolar produziert und verkauft Solarzellen, Solarmodule und Montagesysteme für Solarmodule. Zudem betreibt das Tochterunternehmen JinkoPower eigene Solarparks mit einer Nennleistung von 1.006 MW (zum Ende des 4. Quartals 2015). Seit Mai 2022 bietet Jinko auch Batteriespeicher  basierend auf Lithium-Eisenphosphat-Akkumulatoren an. Mit produzierten Modulen mit einer Nennleistung von 78,5 GW war JinkoSolar im Jahr 2023 der weltweit größte Hersteller von kristallinen Solarmodulen. Das Unternehmen hat Niederlassungen in 13 Staaten, darunter neben China, in Deutschland, den Vereinigten Staaten, Kanada, Japan und Australien.

## Unternehmensgeschichte
- 2006: Gründung
- 2007: Beginn der Gussblock-Herstellung
- 2008: Beginn der Wafer-Herstellung
- 2009: Beginn der Zellen- und Modul-Herstellung
- 2010: Notierung an der New York Stock Exchange[10]

2012 gründete JinkoSolar das Tochterunternehmen JinkoPower mit Sitz in Haining (Provinz Zhejiang), das Solarparks mit Modulen von JinkoSolar betreibt und den erzeugten Strom verkauft. 2013 beschäftigte das Unternehmen über 10.000 Mitarbeiter und war weltweit unter den ersten zehn Solarmodulherstellern.
2015 ging JinkoSolar eine strategische Kooperation mit dem amerikanischen Chemiekonzern DuPont zur Verbesserung der Wirkungsgrade und Haltbarkeit der Solarmodule bzw. Solarzellen und zur Entwicklung und Lieferung von verbesserten Materialien, inklusive der Dupont Metallisierungspasten und Beschichtungsmaterialien ein. Außerdem planten beide Unternehmen eine Zusammenarbeit beim Marketing.
Im selben Jahr schloss JinkoSolars Tochtergesellschaft JinkoSolar (U.S.) Inc. eine Kooperationsvereinbarung mit dem amerikanischen Mikrowechselrichter-Hersteller Enphase Energy ab, um die Produkte beider Unternehmen gebündelt anbieten zu können und Kunden den Zugang zum Betriebs- und Wartungsservice von Enphase Energy zur Steigerung der Systemverfügbarkeit zu ermöglichen.
Ende 2016 wurde der Verkauf des Photovoltaik-Projektgeschäfts bekanntgeben.
2019 produzierte JinkoSolar Module mit einer Nennleistung von 14,2 GW und war damit weltweit größter Hersteller von kristallinen Solarmodulen.

## Produktionsstandorte
Volksrepublik China:
- Shangrao (Provinz Jiangxi)[9]
- Haining (Provinz Zhejiang)[9]

Malaysia:
- Penang[17]

Südafrika:
- Kapstadt[18]

## Börsennotierung
JinkoSolar ist an der New York Stock Exchange gelistet. Es werden sogenannte American Depositary Receipts gehandelt. Die zugehörige Depot-Bank ist JPMorgan Chase. JinkoSolar war im Photovoltaik Global 30 Index, der die größten und liquidesten Unternehmen des Solarenergie-Sektors enthielt.

## Kritik
Laut einer britischen Studie bezieht JinkoSolar Polysilizium zur Herstellung von Solarzellen aus der Zwangsarbeit von Uiguren in Xinjiang.